# Personal information manager
Een personal information manager (PIM) is een softwarepakket dat persoonlijke informatie bijhoudt, zoals e-mail, adressen, agenda's, takenlijsten, wensenlijsten, aantekeningen en planningen.
Verschillende softwarepakketten bieden deze mogelijkheden. Sommige kunnen de gewenste informatie eveneens synchroniseren met pda's. De software kan zijn opgenomen in kantoorsoftwarepakketten.

## Voorbeelden
- IceOwl
- Mozilla Calendar